# بامبي، حياة في الغابة
بامبي، الحياة في الغابة (العنوان الألماني: Bambi: Eine Lebensgeschichte aus dem Walde) هي رواية نمساوية تعليمية صدرت عام 1923 كتبها فيليكس سالتن، نُشرت في الأصل في برلين بواسطة دار النشر أولشتاين فيرلاج. تدور أحداث الرواية حول حياة بامبي ذكر اليحمور منذ ولادته وحتى طفولته وفقدان والدته والعثور على زوج والخبرة التي يكتسبها حول المخاطر التي يشكلها الصيادون البشريون في الغابة. كما يُنظر إليه أيضًا في ترجمته الأكثر اكتمالاً على أنه مثال للمخاطر والاضطهاد الذي يواجهه اليهود في أوروبا.
نُشرت الترجمة الإنجليزية لويتاكر تشامبرز في أمريكا الشمالية بواسطة شركة سايمون اند شوستر في عام 1928،  ومنذ ذلك الحين تمت ترجمة الرواية ونشرها بأكثر من ثلاثين لغة حول العالم. نشر سالتن جزء ثاني بعنوان أطفال بامبي في عام 1939.
استُقبلت الرواية استقبالًا جيدًا من قبل النُقاد وتعتبر من الروايات الكلاسيكية ومن أوائل الروايات البيئية. حُولت الرواية إلى فيلم رسوم متحركة روائي طويل باسم بامبي، من إنتاج والت ديزني في عام 1942، بالإضافة إلى فيلمين روسيين مقتبسين عن الحركة الحية في عامي 1985 و1986 وإنتاج مسرحي في عام 1998. نشرت جانيت شولمان كتابًا مصورًا للأطفال في عام 2000 يضم لوحات زيتية واقعية والعديد من كلمات سالتن الأصلية.

## الحبكة

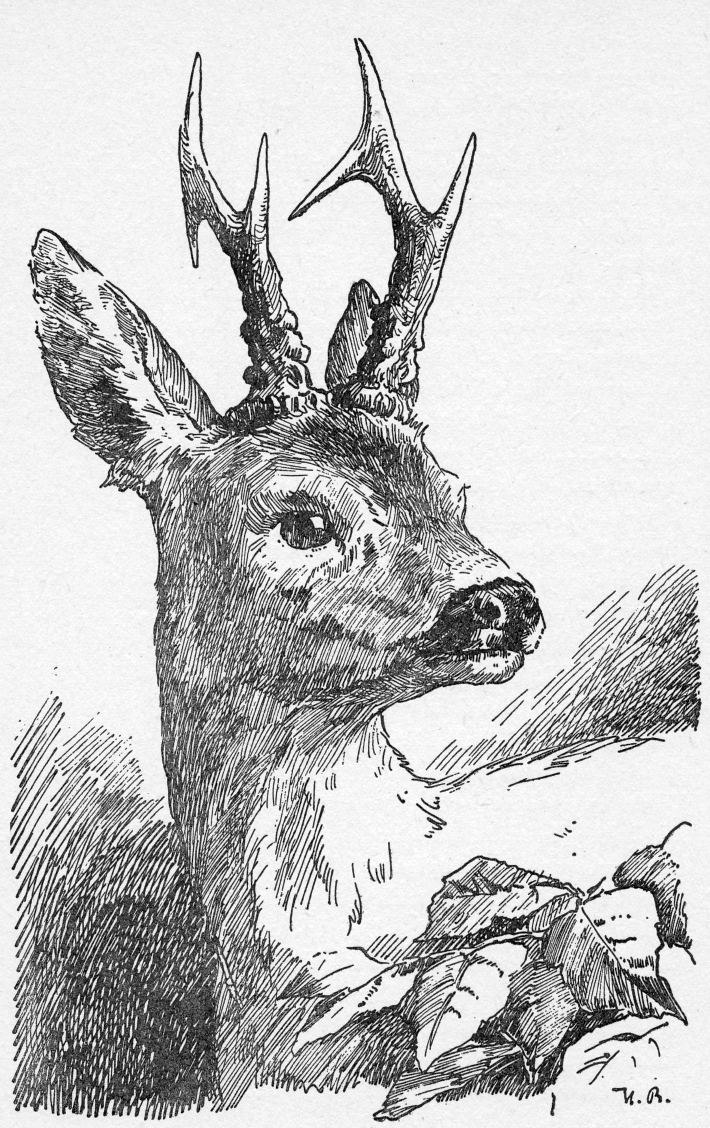
رسم توضيحي لبامبي الشخصية الرئيسية، بقلم هانز بيرتل

بامبي هو غزال اليحمور وُلد في الغابة في أواخر الربيع قبل عام واحد. طوال فصل الصيف تُعلمه والدته عن مختلف سكان الغابة والطرق التي تعيش بها الغزلان. عندما تشعر أنه كبير بما فيه الكفاية تأخذه إلى المرج الذي يعلم أنه مكان رائع ولكنه خطير أيضًا لأنه يترك الغزال مكشوفًا وفي العراء. بعد بعض الخوف الأولي بشأن حذر والدته يستمتع بامبي بالتجربة. في رحلة لاحقة يلتقي بامبي بعمته إينا وتوأمها فالين وجوبو. وسرعان ما يصبحون أصدقاء ويشاركون ما تعلموه عن الغابة. أثناء اللعب، يواجهون الأيل ذكور الغزلان لأول مرة. بعد مُغادرة الأيائل تعلم الظباء أن هؤلاء هم آباءهم، لكن نادرًا ما يبقى الآباء مع الإناث والصغار أو يتحدثون معهم.
مع تقدم بامبي في السن تبدأ والدته في تركه بمفرده. أثناء البحث عنها ذات يوم يلتقي بامبي للمرة الأولى مع "هو" – مصطلح يُطلقوه الحيوانات على البشر – الأمر الذي يُرعبه. يرفع الرجل سلاحه ويصوبه نحوه؛ يهرب بامبي بأقصى سرعته وتنضم إليه والدته. بعد أن وبخه الأيل لبكائه على والدته اعتاد بامبي على أن يكون وحيدًا في بعض الأحيان. علم لاحقًا أن الأيل يُدعى "الأمير العجوز" وهو أقدم وأكبر أيل في الغابة والمُعروف بطبيعته الماكرة والمُنعزلة. خلال فصل الشتاء يلتقي بامبي بمارينا الظبية شابة ونيتلا الظبية العجوز التي لم تعد تلد صغارًا واثنين من الأيل رونو وكاروس. في منتصف الشتاء يدخل الصيادون الغابة ويقتلون العديد من الحيوانات بما في ذلك والدة بامبي. يختفي جوبو أيضًا ويُفترض أنه مات أيضًا.
بعد ذلك، تتقدم الرواية عامًا مع ملاحظة أن بامبي الذي أصبح الآن شابًا بالغًا، كانت تعتني به نيتلا وأنه عندما حصل على مجموعته الأولى من القرون تعرض للإيذاء والمُضايقة من قبل الذكور الآخرين. إنه الصيف وبامبي يرتدي الآن مجموعته الثانية من القرون. وقد اجتمع مع ابن عمه فالين. بعد أن يقاتل ويهزم كاروس أولًا يقع رونو وبامبي وفالين في حب بعضهم البعض. يقضون قدرًا كبيرًا من الوقت معًا. خلال هذا الوقت يُنقذ الأمير العجوز حياة بامبي عندما كاد يركض نحو صياد يُقلد نداء ظبية. هذا يُعلم باك الصغير أن يكون حذرًا بشأن الاندفاع الأعمى نحو نداء أي غزال. خلال فصل الصيف، يعود جوبو إلى الغابة بعد أن تربى على يد رجل وجده منهارًا في الثلج أثناء الصيد حيث قُتلت والدة بامبي. بينما ترحب به والدته ومارينا ويحتفلان به باعتباره صديقًا للإنسان يُشفق عليه الأمير العجوز وبامبي. أصبحت مارينا رفيقته، ولكن بعد عدة أسابيع يُقتل جوبو عندما يقترب من صياد في المرج مُعتقدًا خطأ أن الرسن الذي كان يرتديه سيبقيه في مأمن من جميع الرجال.
مع تقدم بامبي في السن يبدأ في قضاء معظم وقته بمفرده بما في ذلك تجنب فالين على الرغم من أنه لا يزال يُحبها بطريقة حزينة. يلتقي عدة مرات بالأمير العجوز الذي يُعلمه عن الأفخاخ ويوضح له كيفية تحرير حيوان آخر من أحدها، ويشجعه على عدم استخدام الممرات لتجنب أفخاخ الصيادين. عندما يُطلق صياد النار على بامبي لاحقًا يُوضح له العجوز كيفية المشي في دوائر لإرباك الصياد وكلابه حتى يتوقف النزيف، ثم أخذه إلى مكان آمن للتعافي. يظلون معًا حتى يُصبح بامبي قويًا بما يكفي لمغادرة الملاذ الآمن مرة أخرى. عندما أصبح بامبي رماديًا وأصبح "كبيرًا في السن"، أظهر له الأمير العجوز أن الصيادين ليسوا أقوياء من خلال جعله يرى جثة رجل أطلق عليه رجل آخر النار وقتله. عندما يؤكد بامبي أنه يفهم الآن أن "هو" ليس كلي القدرة وأن هناك " آخر " فوق كل المخلوقات، يخبره الأيل أنه كان يحبه دائمًا ويناديه ابني قبل المغادرة.
في نهاية الرواية، يلتقي بامبي بتوأمان يناديان على والدتهما ويوبخهما لعدم قدرتهما على البقاء بمفردهما. بعد أن تركهم، يعتقد في نفسه أن الظبية الصغيرة ذكرته بفالين وأن الذكر كان واعدًا وأن بامبي كان يأمل في مُقابلته مرةً أخرى عندما يكبر.

## تاريخ النشر

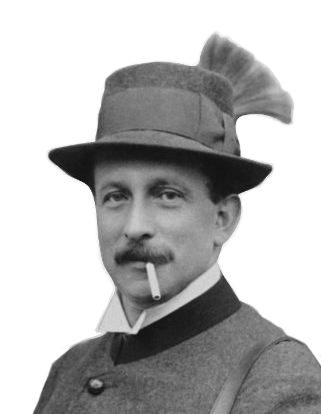
فيليكس سالتن مُؤلف كتاب بامبي، حياة في الغابة

كتب فيليكس سالتن وهو نفسه صياد مُتعطش، كتب رواية بامبي، حياة في الغابة بعد الحرب العالمية الأولى مُستهدفًا جمهورًا بالغًا. نُشرت الرواية لأول مرة في فيينا في شكل متسلسل في صحيفة نيو فراي برس في الفترة من 15 أغسطس إلى 21 أكتوبر 1922، وككتاب في ألمانيا بقلم دار النشرأولشتاين فيرلاغ في عام 1923، وأُعيد نشره في عام 1926 في فيينا.

### الترجمات
قاد ماكس شوستر وهو مهاجر يهودي ألماني ومؤسس مشارك لشركة سايمون اند شوستر جهودًا لنشر رواية بامبي باللغة الإنجليزية. كليفتون فاديمان وهو محرر هناك استعان بزميله في جامعة كولومبيا ويتاكر تشامبرز لترجمة الرواية. نشرت سايمون اند شوستر هذه الطبعة الإنجليزية الأولى في عام 1928 مع الرسوم التوضيحية لكورت ويز، تحت عنوان بامبي: حياة في الغابة. أشادت صحيفة نيويورك تايمز بوك ريفيو بالنثر ووصفته بأنه مُترجم بشكلٍ رائع مما جعل الكتاب أدبًا رفيع المُستوى. أصبحت الترجمة على الفور أحد أكثر الكتب نجاحًا في نادي كتاب الشهر. طبعت سايمون اند شوستر 75000 نُسخة  وبيعت أكثر من 650000 نسخة بين عامي 1928 و1942. (نشرت دار نشر جوناثان كيب ترجمة تشامبرز في المملكة المتحدة بدءًا من عام 1928 أيضًا، مع مقدمة كتبها جون جالسوورثي).
أُعيد طبع ترجمة تشامبرز مرارًا وتكرارًا مع رسوم توضيحية مُختلفة. بامبي جنبًا إلى جنب مع أرانب سالتين الخمسة عشر وغابة المدينة كلها ترجمتها تشامبرز.
في عام 2015، أعرب باحث نمساوي عن اعتراضاته على استراتيجيات النشر والتسويق لسايمون آند شوستر، بالإضافة إلى ترجمة تشامبرز لفتح إمكانية فهم القصة بشكل أقل كقصة إنسانية عن الاضطهاد أو الطرد أو الاستيعاب. وأكثر من ذلك كقصة حيوان تنقل رسالة قوية حول حماية الحيوانات وضرورة الحفاظ عليها.
نُشرت ترجمة لهانا كوريل في عام 2019 بواسطة مطبعة كليديسديل. نُشرت ترجمة لديفيد ويلي في عام 2020 من خلال مشروع غوتنبرغ.

نُشرت ترجمة جاك زيبس في عام 2022 من قبل مطبعة جامعة برينستون. علق زيبس أن المحادثة بين الحيوانات تذكرنا باللغة الألمانية النمساوية التي تسمعها في المقاهي حول فيينا. الترجمة الأصلية لم تصور ذلك وآمل أن تفعل ترجمتي ذلك، بينما رد حفيد تشامبرز بأن ترجمة 1928 أكثر شعرية. كتب أحد المراجعين:
يختلف تشامبرز وزيبس بشكل معتدل في الأسلوب. حيث يتشبث زيبس بإخلاص أكبر بالألمانية ويميز تشامبرز جمهوره الأمريكي، الهدف من ترجمة زيبس هو استعادة تجسيم سالتن الأكثر علنية، والذي خففه تشامبرز. بالنسبة للقارئ المُطلع على ترجمة عام 1928، فإن بعض خيارات زيبس المجسمة الأكثر إخلاصًا تبدو متناقضة؛ من الغريب أن نقرأ أن الظبي "صرخ" على سبيل المثال.
يزيد زيبس أحيانًا من التجسيم إلى ما هو أبعد مما كتبه سالتن، كما هو الحال عندما يستخدم الضمائر هو وهي في محادثة بين ورقتي خريف، وهما بلا جنس في النص الأصلي. ترجمة زيبس أيضًا ليست كاملة تمامًا: فقد لاحظ أحد المراجعين عمليات حذف تتراوح بين العبارات القصيرة والجمل الفردية إلى مقطع كامل يروي لقاء بامبي الأول مع اليحمور العجوز. نُشرت ترجمة داميون سيرلز في عام 2022 بواسطة نيويورك ريفيو أوف بوكس. تمت مراجعة الترجمات في العديد من الصحف والمجلات.

### الصيغ
نُشر أكثر من 200 طبعة من الرواية منها ما يقرب من 100 طبعة ألمانية وإنجليزية فقط، والعديد من الترجمات وإعادة الطبع بأكثر من 30 لغة. نشرت أيضًا في مجموعة متنوعة من الصيغ، بما في ذلك الوسائط المطبوعة والكتب الصوتية وطريقة برايل وصيغ الكتب الإلكترونية.

### نزاع حول حقوق الطبع والنشر
عندما نشر سالتن رواية بامبي عام 1923، فعل ذلك بموجب قوانين حقوق الطبع والنشر الألمانية التي لم تتطلب أي بيان بأن الرواية محمية بحقوق الطبع والنشر. في إعادة النشر عام 1926، قام بتضمين إشعار حقوق الطبع والنشر بالولايات المتحدة لذلك يُعتبر العمل محميًا بحقوق الطبع والنشر في الولايات المتحدة في عام 1926. في عام 1936، باع سالتن بعض حقوق الفيلم الخاصة بالرواية لشركة الإنتاج مترو غولدوين ماير والذي نقلها المُخرج سيدني فرانكلينإلى والت ديزني لإنشاء فيلم مقتبس. بعد وفاة سالتن في عام 1945، ورثت ابنته آنا ويلر حقوق الطبع والنشر وجددت حالة حقوق الطبع والنشر للرواية في عام 1954 (كان قانون حقوق الطبع والنشر الأمريكي المعمول به في ذلك الوقت ينص على فترة أولية مدتها 28 عامًا من تاريخ النشر الأول في الولايات المتحدة، والتي يمكن أن يمكن تمديدها لمدة 28 عامًا إضافية بشرط أن يقدم صاحب حقوق الطبع والنشر طلبًا للتجديد قبل انتهاء صلاحية حقوق الطبع والنشر الأولى). وفي عام 1958 قامت بصياغة ثلاث اتفاقيات مع شركة ديزني بخصوص حقوق الرواية. وعند وفاتها عام 1977 انتقلت الحقوق إلى زوجها فيت وايلر وأطفالها، الذين احتفظوا بها حتى عام 1993 عندما باع الحقوق إلى دار النشر توين بوكس. اختلفت توين بوكس وديزني على شروط وصحة عقد ديزني الأصلي مع آنا ويلر واستمرار استخدام ديزني لاسم بامبي.
عندما لم تتمكن الشركتان من التوصل إلى حل، رفعت توين بوكس دعوى قضائية ضد شركة ديزني بسبب انتهاك حقوق الطبع والنشر. زعمت ديزني أنه نظرًا لأن نشر سالتن الأصلي للرواية عام 1923 لم يتضمن إشعارًا بحقوق الطبع والنشر، فقد اعتبرت على الفور عملاً ضمن الملكية العامة بموجب القانون الأمريكي. كما زعمت أنه بما أن الرواية نُشرت عام 1923، فإن تجديد آنا ويلر عام 1954 حدث بعد الموعد النهائي وكان غير صحيح. تمت مراجعة القضية من قبل محكمة المقاطعة الأمريكية للمنطقة الشمالية من كاليفورنيا، التي قضت بأن الرواية كانت محمية بحقوق الطبع والنشر عند نشرها في عام 1923، وليست عملاً ضمن الملكية العامة في ذلك الوقت. ومع ذلك، عند التحقق من صحة عام 1923 باعتباره تاريخ النشر، أكد هذا ادعاء ديزني بأن تجديد حقوق الطبع والنشر قُدم بعد فوات الأوان وأصبحت الرواية صمن الملكية العامة في عام 1951.
استأنفت توين بوكس القرار، وفي مارس 1996 ألغت محكمة الاستئناف الأمريكية للدائرة التاسعة القرار الأصلي، مُشيرةً إلى أن الرواية كانت عملاً أجنبيًا في عام 1923 ولم تكن ضمن الملكية العامة لبلدها الأصلي عند نشرها، ولذلك لا يمكن استخدام تاريخ النشر الأصلي في مناقشة قانون حقوق النشر الأمريكي. وبدلاً من ذلك، فإن تاريخ النشر عام 1926، وهو أول تاريخ أعلنت فيه على وجه التحديد أنها محمية بحقوق الطبع والنشر في الولايات المتحدة، يعتبر العام الذي كانت فيه الرواية محمية بحقوق الطبع والنشر في أمريكا. لذلك كان تجديد آنا ويلر صالحًا وفي الوقت المُناسب، ةحصلة تزين بوكس ملكية حقوق الطبع والنشر.
لا يزال قرار توين بوكس مثيرًا للجدل من قبل العديد من خبراء حقوق الطبع والنشر. زعم ديفيد نيمر في مقال نشره عام 1998، أن الحكم الصادر في قضية توين بوكس يعني أن الملحمة اليونانية القديمة إذا نُشرت خارج الولايات المتحدة دون الإجراءات الشكلية المطلوبة، ستكون مؤهلة لحماية حقوق الطبع والنشر. على الرغم من أن نيمر خلص إلى أن توين بوكس تطلبت هذه النتيجة (داخل الدائرة التاسعة)، إلا أنه وصف النتيجة بأنها سخيفة بشكل واضح.
انتهت حقوق النشر الأمريكية للرواية في 1 يناير 2022، بينما دخلت في النمسا ودول الاتحاد الأوروبي الأخرى للملكية العامة في 1 يناير 2016.

### الجزء الثاني
أثناء إقامته في المنفى في سويسرا بعد إجباره على الفرار من النمسا المحتلة من قبل النازيين، كتب سالتن الجزء الثاني لرواية بامبي والتي تدور أحداثها عن ولادة وحياة أطفال بامبي التوأم، جينو وجوري. يتفاعل الصغار مع الغزلان الأخرى، يقوم بامبي وفالين بتعليمهم ومراقبتهم أثناء نموهم. كما يتعلمون المزيد عن فخاخ الإنسان، بما في ذلك الصيادين وحُارس الطرائد الذين يسعون لحماية الغزلان. بسبب وضع سالتن في المنفى – لقد فقد ناشره النمساوي بول زسولناي فيرلاغ – نُشرت الترجمة الإنجليزية للرواية لأول مرة في الولايات المتحدة عام 1939 بواسطة بوبس ميريل؛ سيستغرق الأمر عامًا قبل نشر التكملة باللغة الألمانية الأصلية في سويسرا من قبل ناشر الجديد.

## الاستقبال
في الولايات المتحدة لاقت ترجمة بامبي عام 1928 شعبية كبيرة، وبيعت منها 650 ألف نسخة بحلول عام 1942. عندما زار فيليكس سالتن الولايات المتحدة كعضو في وفد أوروبي من الصحفيين في مايو ويوليو 1930، استُقبل بحرارة بسبب رواية بامبي أينما ذهب الوفد، كما شهد بذلك العضو الفنلندي في الوفد أورهو تويفولا. في كتاب سفره، لم يتباهى سالتن بهذا؛ فقط عندما وصف زيارته إلى كلية الزنوج في أتلانتا، ذكر بشكل عابر أن الأطفال أشادوا بكتبه.
لكن في ألمانيا النازية عام 1936، حظرت الحكومة النسخة الأصلية باعتبارها رمزًا سياسيًا لمعاملة اليهود في أوروبا. حُرقت العديد من نسخ الرواية، مما جعل الطبعات الأولى الأصلية نادرة ويصعب العثور عليها. 
في مقدمة الكتاب وصفه جون جالسوورثي بأنه كتاب لذيذ. – لذيذة ليس فقط للأطفال ولكن أيضًا لأولئك الذين لم يعودوا محظوظين جدًا وتحفة صغيرة تُظهر دقة الإدراك والحقيقة الأساسية. ولاحظ أنه أثناء قراءة النسخة المطبوعة من الرواية أثناء عبور بحر المانش قرأ هو وزوجته وابن أخيه كل صفحة على حدة على مدار ثلاث ساعات في "الاستيعاب الصامت".
من بين المراجعين الأمريكيين أشاد مُراجع صحيفة نيويورك تايمز جون تشامبرلين بأسلوب سالتن الرقيق والواضح الذي يخرجك من نفسك. لقد شعر أن سالتن استحوذ على جوهر كل من المخلوقات أثناء حديثهم، والتقط إيقاع الكائنات المُختلفة التي تسكن عالم غاباته وأظهر فهمًا خاصًا في تفصيل المراحل المُختلفة من حياة بامبي. كما اعتبر أن الترجمة الإنجليزية تمت بطريقة رائعة. أشاد أحد المراجعين للعالم الكاثوليكي بمنهجية الموضوع مشيرًا إلى أنه تميز بالشعر والتعاطف مع تذكيرات ساحرة بالفولكلور الألماني والحكايات الخيالية لكنه لم يعجبه نقل بعض المُثُل الإنسانية إلى العقل الحيواني و إشارات غامضة إلى الرمزية الدينية. وصفتها نسخة بوسطن بأنها بأنها قصة رمزية حساسة للحياة. اعتبرتها ذا ساترداي ريفيو قطعة جميلة ورشيقة أظهرت فردية نادرة. وصفت إيزابيل إيلي لورد التي راجعت الرواية للمجلة الأمريكية للتمريض، بأنها قصة ممتعة وأن سالتن "شاعر" صورته للغابة وأهلها صورة لا تُنسى. عند مُقارنة بامبي بأعمال سالتين اللاحق بيري – حيث يقوم بامبي بعمل حجاب قصير – اعتبرت لويز لونغ من دالاس مورنينج نيوز كلتا القصتين [تأسران] القلب بهدوء وبشكل كامل. شعرت لونغ أن النثر كان متوازنًا ومتحركًا وجميلًا كالشعر وأثنت على سالتن لقدرته على إعطاء الحيوانات خطابًا يبدو بشريًا مع عدم انتهاك طبيعتها الأساسية. شعرت فيكي سميث من مجلة هورن بوك  أن الرواية كانت دموية مُقارنة بنسخة ديزني اللاحقة ووصفتها بالباكي. بينما تنتقدها باعتبارها واحدة من أكثر الروايات المناهضة للصيد احترامًا، فإنها تعترف بأن الرواية لا يمكن نسيانها بسهولة وتشيد بالمشهد المحوري حيث تموت والدة بامبي، قائلة النتيجة المبسطة لهذا المشهد، بامبي لم ير والدته أبدًا مرة أخرى، يثير ببراعة استجابة عاطفية غير معقدة. إنها تُشكك في توصية جالسوورثي للرياضيين بالرواية في المقدمة، متسائلةً كم عدد الرياضيين الناشئين الذين ربما مروا بتجارب تحول في مواجهة خطاب سالتن غير المرتاح وكم منهم قد يصبحون منعزلين بدلاً من ذلك. عند مقارنة الرواية بفيلم ديزني، شعر ستيف تشابل من سبورتس أفيلد أن سالتن ينظر إلى غابة بامبي على أنها مكان مخيف جدًا وأن الرواية ككل بها الكثير من النغمات المظلمة للبالغين. فسرها على أنها قصة رمزية لحياة سالتن الخاصة، شعر تشابل أن سالتن ظهر على أنه "مريض قليلاً، قلب ينزف لمثقف أوروبي". بعد نصف قرن اعتبرها جيمس بي ستيربا من صحيفة وول ستريت جورنال أيضًا رمزية مناهضة للفاشية وأشار ساخرًا إلى أنه ستجدها في قسم الأطفال بالمكتبة، وهو المكان المثالي لهذه المُجلد المكون من 293 صفحة. مليء بالدماء والشجاعة والغزو الجنسي والخيانة وغابة مليئة بالسفاحين والأوغاد، أحسب ما لا يقل عن ستة قتلة (بما في ذلك ثلاثة قتلة أطفال) من بين شركاء بامبي.
من بين المراجعات البريطانية٬ ذكر مُلحق التايمز الأدبي أن الرواية هي قصة سحر استثنائي غير جديرة بالثقة في بعض حقائق الحياة الحيوانية.

## تأثير
جادل بعض النقاد بأن بامبي هي واحدة من أولى الروايات البيئية.

## الاقتباسات

### فيلم

#### فيلم الرسوم المتحركة والت ديزني
مع اقتراب الحرب العالمية الثانية ساعد ماكس شوستر اليهودي في هُروب سالتن من النمسا وألمانيا النازية التي كانت تسيطر عليها النازية وساعد في تقديمه هو وروايته إلى شركة والت ديزني للإنتاج. اشترى سيدني فرانكلين المُنتج والمُخرج في متروغولدن ماير حقوق الفيلم في عام 1933، وكان يرغب في البداية في عمل نسخة حية من العمل. سيكون اتخاذ قرار بشأن فيلم كهذا أمرًا صعبًا للغاية، لذلك باع الحقوق لشركة والت ديزني في أبريل 1937 على أمل تحويله إلى فيلم رسوم متحركة بدلاً من ذلك. بدأت ديزني العمل على الفيلم على الفور، بهدف أن يكون ثاني فيلم رسوم متحركة طويل للشركة وأول فيلم يعتمد على عمل محدد حديث.
اعتُبرت الرواية الأصلية، التي كُتبت لجمهور بالغ قاسية وكئيبة للغاية بالنسبة للجمهور الناشئ الذي كانت ديزني تستهدفه، ومع العمل المطلوب لتكييف الرواية أوقفت ديزني الإنتاج أثناء عملها في العديد من المشاريع الأخرى. في عام 1938، قامت ديزني بتعيين برس بيرس وكارل فالبرغ لتطوير القصص المصورة للفيلم، ولكن سرعان ما لُفت الانتباه بعيدًا عندما بدأ الاستوديو العمل على فانتازيا. أخيرًا، في 17 أغسطس 1939 بدأ الإنتاج في بامبي بشكلٍ جدي، على الرغم من تقدمه ببطء بسبب التغييرات في موظفي الاستوديو والموقع ومنهجية التعامل مع الرسوم المتحركة في ذلك الوقت. اكتملت الكتابة في يوليو 1940، وفي ذلك الوقت تضخمت ميزانية الفيلم إلى 858000 دولار. اضطرت ديزني لاحقًا إلى خفض 12 دقيقة من الفيلم قبل الرسوم المتحركة النهائية لتوفير تكاليف الإنتاج.
عُرض فيلم بامبي الذي عُدل بشكلٍ كبير عن الرواية الأصلية في دور العرض في الولايات المتحدة في 8 أغسطس 1942. تُقلل نسخة ديزني بشدة من العناصر الطبيعية والبيئية الموجودة في الرواية مما يمنحها شعورًا أخف وأكثر ودية. ساهمت إضافة شخصيتين جديدتين، هما ثامبر الأرنب وزهرة الظربان وهما مخوقان لطيفان وأَلِيفان في الغابة، في إعطء الفيلم الخفة المطلوبة. يعتبر الفُيلم كلاسيكيًا، وقد أُطلق عليه تتويج االإنجاز المتوج لاستوديو والت ديزني للرسوم المتحركة واختِير كثالث أفضل فيلم في نوع الرُسوم المتحركة من بين أفضل 10 أنواع أفلام أمريكية كلاسيكية من AFI.

##### تتمة مباشرة إلى الفيديو
في 7 فبراير 2006، أصدرت استوديوهات ديزني تون وهي قسم ديزني للرسوم المتحركة المعروف بأفلام الرسوم المتحركة المُباشرة والمسرحية العرضية، جزء ثاني للفيلم بعنوان بامبي الثاني. تدور أحداث الفيلم بين وفاة والدته وبامبي الذي يظهر على أنه شاب بالغ، وتُظهر العلاقة بين بامبي ووالده أمير الغابة العظيم. بينما أُصدر بامبي الثاني على شكل دي في دي في الولايات المتحدة، أُصدر بطريقة مسرحية في الأرجنتين في 26 يناير 2006.[بحاجة لمصدر]

##### طبعة جديدة متحركة بالكمبيوتر
في 28 يناير 2020 أُعلن عن إعادة إنتاج فيلم ديزني للرسوم المتحركة بالكمبيوتر مع سيناريو شارك في كتابته جنيف روبرتسون دوريت وليندسي بير بينما سيقوم بول ويتز وكريس ويتز وأندرو ميانو بإنتاج الفيلم. في 13 يونيو 2023، كُشف أنه سارة بولي تجري محادثات لإخراج الفيلم الذي يقال إنه مسرحية موسيقية ستضم موسيقى لنجم الريف الحائز على جائزة غرامي ست مرات كيسي موسغريفز. كتب ميكا فيتزرمان بلو ونوح هاربستر أحدث مسودة للسيناريو. في 29 سبتمبر 2023 أُعلن أن الفيلم لن يُظهر وفاة والدة بامبي بسبب الصدمة التي سببتها لبعض الأطفال.

##### أفلام الحركة الحية الروسية
في عام 1985، أُنتج وأصدر فيلم مُقتبس باللغة الروسية ديتستفو بمبي ((بالروسية: Детство Бемби)‏، طفولة بامبي) بصيغة في إتش إس في الاتحاد السوفيتي بواسطةاستوديوهات غوركي السينمائية. أخرجته ناتاليا بوندارتشوك التي شاركت أيضًا في كتابة السيناريو مع يوري ناجيبين، وظهرت موسيقى بوريس بتروف. قام ابن ناتاليا إيفان بورليايف وزوجها نيكولاي بورلييف بدور البطولة في دور بامبي الشاب والمراهق، على التوالي، بينما مثلت يكاترينا ليتشيوفا دور فالين (التي أعيدت تسميتها بفالينا) عندما كانت طفلة وجالينا بيلييفا كشخص بالغ. في هذا التعديل، يبدأ الفيلم باستخدام الحيوانات، ثم يتغير لاستخدام الممثلين البشريين، ثم يعود لاستخدام الحيوانات في النهاية.
الجزء الثاني يونوست بمبي ((بالروسية: Юность Бемби)‏، شباب بامبي)، تلا ذلك في عام 1986 مع قيام نيكولاي وجالينا بإعادة تمثيل أدوارهما الصوتية في دور بامبي وفالينا. يضم الفيلم أكثر من 100 نوع من الحيوانات الحية وصورة في مواقع مُختلفة في شبه جزيرة القرم وجبل إلبروس ولاتفيا وتشيكوسلوفاكيا، تدةر أحداث الفيلم عن العشاق الجدد بامبي وفيلينا أثناء ذهابهم في رحلة بحثًا عن زهرة واهبة للحياة. أُصدر كلا الفيلمين على أقراص DVD للمنطقة 2 مع خيارات الترجمة الروسية والإنجليزية من قبل مجلس السينما الروسي في عام 2000. يتضمن قرص DVD الخاص بالفيلم الأول أيضًا موسيقى تصويرية صوتية فرنسية، بينما يحتوي الثاني على ترجمة فرنسية بدلاً من ذلك.

#### فيلم رعب
في 21 نوفمبر 2022، أُعلن عن فيلم رُعب بعنوان بامبي: الحساب، قيد التطوير لصالح استوديوهات آي تي إن و جاجد إيدج للإنتاج مع إخراج سكوت جيفري وإنتاج ريس فراك ووترفيلد، حيث تدور أحداثه في نفس الفيلم ويني ذا بوه: الدم والعسل المعروف باسم عالم الطفولة الملتوية (TCU). يدور الفيلم حول انتقام الشخصية الرئيسية بعد وفاة والدته. الفيلم من بطولة روكسان ماكي في دور زانا، التي ستعيد تمثيل دورها في أول فيلم كروس أوفر لـTCU، بوهنيفرس: تجمع الوحوش إلى جانب سكوت تشامبرز في دور كريستوفر روبن.

### البالي
قام المُلحن الإستوني ليديا أوستر بتأليف باليه بامبي في عام 1986 والذي عُرض لأول مرة في تارتو مسرح فانيموين في عام 1987.
قام مسرح أوريغون للباليه بتحويل رواية بامبي إلى عرض باليه مسائي بعنوان بامبي: سيد الغابة. كان من المُقرر أن يُعرض لأول مرة في مارس 2000 باعتباره الإنتاج الرئيسي لموسم 2000-2001 للشركة. بالتعاون بين المُدير الفني جيمس كانفيلد والملحن توماس لودرديل، كان إنتاج الباليه بمثابة تفسير للرواية بدلاً من فيلم ديزني. في مُناقشة التعديل، ذكر كانفيلد أنه حصل على نسخة من الرواية كهدية عيد الميلاد ووجدها قصة كلاسيكية عن بلوغ سن الرشد ودورة الحياة. وأشار أن المسرحية مُستوحاة فقط من الرواية وليس من فيلم ديزني. بعد الإعلانات الأولية، بدأ الثنائي في تسمية العمل باسم التعاون، حيث تمتلك ديزني حقوق الترخيص لاسم بامبي ولم يرغبا في القتال من أجل حقوق الاستخدام. بدأت الصحافة المحلية في تسمية ألقاب الباليه البديلة، بما في ذلك ليس بامبي والتي أشار كانفيلد إلى أنها المفضلة لديه، بدافع السخرية في ديزني. أُجل العرض الأول لأسباب غير مفسرة، ولم يُعرض بعد.

### المسرح
ابتكر الكاتب المسرحي جيمس ديفيتا من مسرح الأطفال في المرحلة الأولى، نُسخة مسرحية من الرواية. نُشر السيناريو بواسطة أنكوراج برس بلايز في 1 يونيو 1997  صُنعت للشباب والمراهقين وتحتفظ بلقب بامبي – حياة في الغابة، أنتج في جميع أنحاء الولايات المتحدة في أماكن مختلفة. يدعو السيناريو إلى إعداد مسرح مفتوح ويستخدم ما لا يقل عن تسعة ممثلين : خمسة ذكور وأربع إناث، لتغطية الأدوار الثلاثة عشر. منح مسرح التحالف الأمريكي والتعليم العمل جائزة اللعب المتميز.

### الكتاب
في عام 1999، حُولت الرواية إلى كتاب مصور للأطفال من تأليف جانيت شولمان ورسم ستيف جونسون ولو فانشر، نشرته دار سايمون اند شوستر كجزء من بصمة "كتب أثينيوم للقراء الشباب". في التعديل، حاول شولمان الاحتفاظ ببعض الإحساس الغنائي للرواية الأصلية. وتشير إلى أنه بدلاً من إعادة كتابة الرواية، قامت بتكرار لغة سالتن بشكل كامل تقريبًا. أعدت قراءة الرواية عدة مرات ثم مررت عليها وسلطت الضوء على الحوار والجمل المؤثرة التي كتبها سالتن. احتفظ القيام بذلك بالكثير من الإحساس الغنائي الأصلي للرواية، على الرغم من أن إيجاز الكتاب أدى إلى التضحية ببعض الجلال والغموض الموجود في الرواية. رُسمت الرسوم التوضيحية لتبدو واقعية قدر الإمكان، باستخدام الصور المرسومة بدلاً من الرسومات التخطيطية. في عام 2002، أُصدرت نسخة شولمان المُقتبسة بتنسيق كتاب صوتي بواسطة أوديو بوكسليف من قراءة فرانك دولان.

## الروابط الخارجية
- German text of Bambi online (missing last 2 chapters as of Jan 2019). Projekt Gutenberg.
- Bambi, a Life in the Wood - Complete Audiobook